# 孙永才
孙永才（1964年11月—），吉林长岭人，现任中国中车集团党委书记、董事长。1983年考入大连铁道学院，1987年开始在大连机车车辆厂工作，后担任中国北车总工程师，曾主持研制复兴号高速动车组列车，参与中国南车和中国北车重组。曾荣获国家科学技术进步奖一等奖。2018年12月18日荣获改革先锋称号。2021年3月，孙永才接替刘化龙，任中国中车集团有限公司党委书记、董事长。